# Diocèse de Namur
Le diocèse de Namur (en latin: Dioecesis Namurcensis) est une circonscription ecclésiastique de l'Église catholique, couvrant les provinces de Namur et de Luxembourg, en Belgique. Érigé en 1559, le diocèse fait partie de la province ecclésiastique de Malines-Bruxelles (comme l'ensemble des huit diocèses de Belgique).

## Territoire
Actuellement, le diocèse de Namur couvre deux provinces: la province de Namur et la province de Luxembourg. Territorialement, c'est le diocèse le plus étendu de Belgique, tout en étant le moins peuplé. Avec ses 8 067 km2, il couvre un peu plus du quart du pays, mais avec 670 245 habitants, il accueille moins du quinzième de la population belge.

## Historique
Le territoire actuel du diocèse appartenait à l'origine au diocèse de Tongres dont le premier évêque fut saint Servais. Tongres deviendra, au VIIIe siècle le diocèse de Liège, qui relevait alors de l'archevêque de Cologne. 
Lors de la restructuration ecclésiastique des Pays-Bas espagnols (12 mai 1559), la ville de Namur devient un siège épiscopal par la bulle Super universas, et dépend alors du siège archiépiscopal de Cambrai. Le diocèse comprend alors le Brabant wallon, une partie du Hainaut et à peu près la moitié de l'actuelle province de Namur, tandis que le reste du territoire de l'actuelle province appartient au diocèse de Liège et au diocèse de Reims. Le territoire du duché de Luxembourg relève, sous l'Ancien Régime, essentiellement de l'archidiocèse de Trèves et du diocèse de Liège, mais aussi, de manière plus marginale, de l'archevêché de Cologne et des évêchés de Metz, de Verdun et de Reims. Le premier évêque de Namur fut Antoine Havet.
À la suite du Concordat de 1801, le diocèse de Namur est restructuré et dépend alors de Malines. Ses limites correspondaient à celles du département de Sambre-et-Meuse de la France républicaine. Le département des Forêts (chef-lieu: Luxembourg), fut pour sa part rattaché au diocèse de Metz
En 1823, l'ensemble du Luxembourg, alors Grand-Duché (frontières de 1815-1839), est détaché du diocèse de Metz et rattaché à celui de Namur; mais en 1840, le Grand-Duché "croupion", c'est-à-dire amputé de sa moitié occidentale devenue province belge en 1839, est érigé en vicariat apostolique relevant directement du Saint-Siège. La partie du Luxembourg devenue province de Belgique continue, elle, à relever du diocèse de Namur. En 1843, après un échange de paroisses avec Liège, ce dernier reçoit sa délimitation actuelle moyennant quelques rectifications en 1903 et 1977.